# Liste des chaînes de télévision au Portugal
Cet article présente la liste des chaînes de télévision au Portugal.
Les chaînes en italique sont des chaînes à péage ou premium non incluses dans un abonnement de base chez un câblodistributeur.

## Chaînes généralistes

### Publiques
- RTP1
- RTP2

### Privées
- SIC
- TVI

### Régionales
- Porto Canal
- Localvisão TV
- RTP Açores
- RTP Madeira

## Chaînes d'information
- SIC Notícias
- TVI24
- RTP 3
- CMTV
- Record News (chaîne brésilienne)
- ARTV (chaîne parlementaire)
- Euronews Português
- SPORT.TV+ (information sportive)

### Anglophones
- Euronews English
- CNN
- Sky News
- FOX News
- BBC World News
- i24 News
- Al Jazeera
- France 24 (en anglais)
- Bloomberg TV

### Hispanophones
- 24 Horas

### Francophones
- BFM TV
- BFM Business
- France 24
- i24 News
- M6

### Néerlandophones
- BVN

### Italophones
- Rai News 24

## Chaînes de divertissement
- SIC Mulher
- SIC Radical
- SIC Caras
- SIC Novelas
- V+ TVI
- TVI Reality
- RTP Memória
- Canal Q
- Canal 180
- MTV Portugal
- E!
- AMC Break
- AMC Crime
- Investigation Discovery
- Record (chaîne brésilienne)
- New Brasil
- Globo
- Globo Now (chaîne brésilienne)

### Anglophones
- BBC Entertainment

## Chaînes sportives
- SPORT.TV 1
- SPORT.TV 2
- SPORT.TV 3
- SPORT.TV 4
- SPORT.TV 5
- SPORT.TV 4K UHD
- Eleven Sports 1
- Eleven Sports 2
- Eleven Sports 3
- Eleven Sports 4
- A Bola TV
- Sporting TV
- BTV1
- Eurosport 1
- Eurosport 2
- Kombat Sport
- Fuel TV
- Fight Network
- PFC (football brésilien)
- Benfica TV

### Anglophones
- SPORT.TV NBA HD*
- Horse TV
- Fast & Fun Box
- FightBox
- GINX
- Motorvision
- Nautical Channel

*chaîne portugaise en langue anglaise appartenant à SPORT.TV, mais qui retransmet le signal de la chaîne NBA TV USA en HD (simulcast).

### Hispanophones
- Real Madrid TV
- OneToro

## Chaînes religieuses
- TV Canção Nova
- Kuriakos TV
- Padre Pio TV

## Chaînes pour enfants
- Disney Channel
- Disney Junior
- Nickelodeon
- Nick Jr.
- Canal Panda
- Biggs
- Cartoon Network
- Cartoonito
- Panda Kids
- Baby TV
- SIC K

### Francophones
- TiJi (jusqu’en 2020)

### Germanophones
- Super RTL

## Chaînes cinéma et séries
- Canal Hollywood
- TVCine Top
- TVCine Edition
- TVCine Emotion
- TVCine Action
- NOS Studios
- Cinemundo
- Star Movies
- AMC
- Eurochannel
- FilmBox Arthouse
- Dizi
- Star Channel (anciennement Fox)
- Star Life (anciennement Fox Life)
- Star Crime (anciennement Fox Crime)
- Star Comedy (anciennement Fox Comedy)
- AXN
- AXN White
- AXN Movies
- Syfy

## Chaînes art de vivre
- My Zen TV
- Casa e Cozinha
- Food Network
- HGTV
- TLC
- Travel Channel
- Travelxp
- 24 Kitchen
- S+
- Caça e Pesca*
- Caçavision (chaîne de chasse)

*chaîne de chasse espagnole diffusant en simulcast avec sous-titres en portugais

### Anglophones
- FashionBox
- Fashion TV
- Luxe.TV

## Chaînes documentaires
- Discovery Channel
- Odisseia
- Historia
- National Geographic
- National Geographic Wild
- DocuBox

## Chaînes musicales
- Trace Brasil
- Afro Music
- Trace Toca

### Anglophones
- MTV 00s
- MTV Live
- Stingray Classica
- Stingray Djazz
- Stingray iConcerts
- Stingray Music
- Stingray Qello
- Stingray Loud
- Stingray Retro

### Francophones
- Trace Urban
- MCM Pop
- MCM Top
- Mezzo
- Mezzo Live

## Chaînes internationales
- RTP África
- TPA Internacional
- Zap Viva Internacional

### Anglophones
- Arirang
- KBS World
- NHK World

### Francophones
- France 2
- France 3
- France 4
- France 5
- M6 (chaîne suisse)
- TV5 Monde (Europe)
- Arte

### Germanophones
- RTL
- Sat.1
- VOX
- Deutsche Welle

### Hispanophones
- TVE Internacional
- Televisión de Galicia
- Andalucía Televisión
- Cubavisión Internacional
- Telesur

### Italophones
- Rai Italia
- Rai 1
- Rai 2
- Rai 3
- Rai Scuola
- Rai Storia

## Chaînes adultes
- Playboy TV
- Venus
- Penthouse HD1
- Sextreme
- HOT
- HOT Man (chaîne adulte gay)
- HOT Taboo

## Chaînes et services à la demande
- Disney Movies on Demand (remplacé par Disney+)
- AXN Now
- Cartoon Network Premium
- MEO Filmes e Séries
- NOS Play
- NOS Studios+
- Panda+
- TVCine+
- FOX+ (remplacé par Star)
- HBO Portugal (remplacé par HBO Max)